# Partido Socialista Francês (1902)
O Partido Socialista Francês (PSF), o primeiro partido com seu nome, foi um partido político socialista francês, ativo de 1902 a 1905, durante a Terceira República Francesa. Outro partido, mais marginal, adotou esse nome de 1907 a 1911.

## Histórico
O "Partido Socialista Francês (PSF)" foi fundado em 1902 em Tours, por meio da fusão dos socialistas independentes, dos quais Jean Jaurès era membro, e da “Federação dos Trabalhadores Socialistas da França (FTSF)”. Liderado por Jean Jaurès, o partido defendia um socialismo bastante reformista. Constituiu um passo na reunificação dos socialistas franceses, que levou, em 1905, à formação da Seção Francesa da Internacional Operária (SFIO), por meio da fusão do “Partido Socialista da França” (revolucionário), do “Partido Socialista Francês” e do “Partido Socialista Operário Revolucionário (POSR)”.
Entre os socialistas independentes mais famosos que formaram o partido estavam Jean Jaurès, Alexandre Millerand, René Viviani e Aristide Briand. O socialismo independente serviu como um elo entre o socialismo e o socialismo radical. Havia uma grande diversidade de socialistas independentes em seus tipos de ação, nas personalidades que os representavam e em suas motivações para serem independentes.
Os socialistas que aderiram ao Partido Socialista Francês renunciaram ao socialismo revolucionário, que defendia a tomada do poder pelo proletariado organizado. Os reformistas, por sua vez, defendiam a confiança em grupos parlamentares e na democracia representativa. O surgimento gradual de instituições liberais e democráticas almejadas pelas forças de esquerda influenciou amplamente essas orientações. A esquerda demonstrou desejo de unidade; no entanto, a unidade total permaneceu difícil devido à tensão entre reformistas e revolucionários.

No entanto, em 1905, a unificação ocorreu em Paris. A SFIO foi criada, unindo uma grande maioria de socialistas, sendo também liderada por Jean Jaurès.